# 대한민국 민법 제661조
대한민국 민법 제661조는 기간의 약정이 없는 고용의 해지통고에 대한 민법총칙 조문이다.

## 조문
제661조(부득이한 사유와 해지권) 고용기간의 약정이 있는 경우에도 부득이한 사유있는 때에는 각 당사자는 계약을 해지할 수 있다. 그러나 그 사유가 당사자 일방의 과실로 인하여 생긴 때에는 상대방에 대하여 손해를 배상하여야 한다.

第661條(不得已한 事由와 解止權) 雇傭期間의 約定이 있는 境遇에도 不得已한 事由있는 때에는 各 當事者는 契約을 解止할 수 있다. 그러나 그 事由가 當事者 一方의 過失로 因하여 생긴 때에는 相對方에 對하여 損害를 賠償하여야 한다.

## 참고 문헌
- 정재욱, 김종현. (2021). 기간제 근로계약의 해지에 관한 소고 - 근로자의 사직과 민법 제661조의 부득이한 사유를 중심으로 -. 노동법연구,(50), 1-35. 10.32716/LLR.2021.03.50.1